# Le Blanc-seing
Pour le tableau, voir Le Blanc-Seing.
Le Blanc-seing est un film muet belge tourné et scénarisé par Alfred Machin sorti en 1913.

## Fiche technique
- Titre original : Le Blanc-seing
- Réalisation : Alfred Machin
- Scénario : Alfred Machin
- Société de production : Belge Cinéma Film
- Photographie : Jacques Bizeul
- Pays :  Belgique
- Genre : Court métrage
- Durée :
- Format : Noir et blanc
- Date de sortie : Belgique : 1913

## Distribution
- Maurice Mathieu : Le clerc de La Boninière